# Peter Fick
Peter Joseph Fick (* 12. Dezember 1913; † 10. August 1980 in Miami) war ein US-amerikanischer Schwimmer.

## Leben
Fick nutzte den erst wenig zuvor erfundenen Schmetterlingsstil und drückte in den Jahren 1934 bis 1936 den bis zu diesem Zeitpunkt von Johnny Weissmüller gehaltenen Rekord über 100 Meter Freistil um eine volle Sekunde auf 56,4.
Er trat bei den Olympischen Spielen an und wurde von Ferenc Csik beim Freistilwettbewerb über 100 Meter geschlagen. Eine zweite Chance, eine Olympiamedaille zu gewinnen, bot sich Fick nicht: Die für 1940 angesetzten Spiele wurden wegen des Krieges nicht durchgeführt.

## Trivia
Wie Friedrich Torberg in seinem Buch Die Erben der Tante Jolesch berichtete, musste er seine Stelle als Sportreporter beim Prager Mittag aufgeben, nachdem er einen Artikel über Peter Fick mit der Überschrift Neuer Fick-Rekord versehen hatte. Einige Jahre später traf Torberg einen Journalistenkollegen, der ihm erzählte, das Gleiche sei ihm für die Überschrift Fick immer schneller! passiert.